# Vieja synspila
 Vieja synspila és una espècie de peix de la família dels cíclids i de l'ordre dels perciformes.

## Morfologia
Els mascles poden assolir els 35 cm de longitud total.

## Distribució geogràfica
Es troba a l'Amèrica Central: riu Usumacinta (Mèxic, Guatemala i Belize).